# Andrée Spinelly
Élise Fournier, née Élisa Berthelot, connue sous le nom de scène Andrée Spinelly (et communément appelée Spinelly), est une actrice française née le 1er mai 1887 dans le 5e arrondissement de Paris et morte le 25 juillet 1966 à Bidart (Basses-Pyrénées).

## Biographie
Née « de père non dénommé », Élisa prend le nom de Fournier au mariage de sa mère Elisa Marie Louise Berthelot avec Marc Fournier en 1904.
Andrée Spinelly fait ses débuts au mois de mai 1905, dans Les Petites Laripette, opérette bouffe de Paul Morize et Henry Vernel, où elle est remarquée : « Mlle Andrée Spinelly, une jeune artiste de seize ans, vient de se révéler bien adroite comédienne dans Les Petites Laripette, le succès actuel de Parisiana ».
Autour de 1910, elle est régulièrement la vedette, sur scène, « de comédies légères et de revues ».
Elle est à l'origine de la carrière de Charles Gesmar, qui dessine ses costumes à partir de 1915 - alors qu'il n'a que quinze ans - puis, en 1917 et 1922, des affiches la représentant,. À la même époque, elle entame une liaison avec Raimu qu'elle fait jouer à ses côtés, notamment dans Plus ça change ! de Rip (1915) et dans L'École des cocottes (1920).
Son charme est célébré par la critique : « Quelle attraction exercent nos vedettes sur le monde entier ! Le petit nez de Spinelly a plus d'importance encore que celui de Cléopâtre. Que dirons-nous de ses jambes, joyaux célèbres où il y a, disait un critique, plus d'esprit que dans une pièce de Voltaire ».
Pendant les années 1930, elle joue dans quelques films. C'est peut-être sa liaison avec le romancier Pierre Benoit, rencontré lors de l'adaptation cinématographique de La Châtelaine du Liban, qui la conduit à se retirer dans les Pyrénées-Atlantiques en 1948 .

## Filmographie
- 1916 : Spinelly cherche un mari (réalisateur anonyme) : elle-même
- 1931 : L'Amour à l'américaine de Claude Heymann et Pál Fejös : Maud Jennings
- 1933 : La Châtelaine du Liban de Jean Epstein : la comtesse Athelstane Orloff
- 1933 : Un fil à la patte de Karl Anton : Lucette
- 1933 : Idylle au Caire de Reinhold Schünzel et Claude Heymann : Mabel Blackwell
- 1934 : Les Nuits moscovites d'Alexis Granowsky : Anna Sabline
- 1937 : Boissière de Fernand Rivers : Adlone Hébert
- 1948 : Suzanne et ses brigands d'Yves Ciampi : Lydie

## Théâtre
- 1905 : Les Petites Laripette de Paul Morize et Henry Vernel, Parisiana
- 1907 : Le Cri de Paris de Rip
- 1907 : La revue du Châtelet de Henry de Gorsse et Georges Nanteuil
- 1909 : O gué ! l'an neuf de Rip
- 1909 : Et aïe donc ! de Victor Darlay et Henry de Gorsse
- 1910 : Bigre ! de Rip
- 1910 : On liquide de Robert Dieudonné et Charles-Alexis Carpentier
- 1911 : V'lan ! de Rip et Jacques Bousquet
- 1912 : Le Bonheur sous la main de Paul Gavault, Théâtre des Variétés
- 1913 : Les Éclaireuses de Maurice Donnay
- 1913 :  Le Tango de Jean Richepin
- 1913 :   Tu m'fais rougir de Valentin Tarault
- 1915 : Plus ça change de Rip, théâtre Michel
- 1916 : Six hommes, une femme et un singe de Pierre Veber et Yves Mirande, théâtre Michel
- 1918 : Saison d'amour d'Edmond Sée, théâtre Michel
- 1920 : L'École des cocottes de Paul Armont et Marcel Gerbidon, théâtre des Variétés
- 1920 : Le Roi de Robert de Flers et Gaston Arman de Caillavet, théâtre des Variétés
- 1929 : L'Aventure amoureuse de Paul Armont
- 1939 : La Dame de chez Maxim de Georges Feydeau (rôle de la Môme Crevette), Théâtre de l'Odéon
- 1943 : L'École des cocottes de Paul Armont et Marcel Gerbidon